# Плешевица
Плешевица или Плишевица (грч. Κολχική, Колхики) је насеље у Грчкој у општини Лерин, периферија Западна Македонија. Према попису из 2021. било је 175 становника.
На попису из 1991. године Плешевица је имала 408 становника, потомака грчких избеглица из Турске.

## Становништво
| Година       | 1951 | 1961 | 1971 | 1981 | 1991 | 2001 | 2011 |
| ------------ | ---- | ---- | ---- | ---- | ---- | ---- | ---- |
| Становништво | 444  | 376  | 279  | 315  | 408  | 256  | 231  |